# Henry Landauer
Henry Richard Landauer (ur. 8 stycznia 1929, zm. 22 maja 2006), amerykański sędzia piłkarski pochodzenia niemieckiego.
Urodził się w Niemczech (pierwotnie nosił imię Heinrich). Był prywatnym przedsiębiorcą. Na liście arbitrów światowej federacji piłkarskiej znalazł się w 1970 i w tym samym roku został zaproszony do prowadzenia spotkań na finałach mistrzostw świata w Meksyku. Sędziował jeden mecz finałów – grupową konfrontację Szwedów z Urugwajczykami, wygraną przez Szwecję 1:0 po bramce Grahna w ostatniej minucie. Był też liniowym sędzią ćwierćfinału Włochy-Meksyk. Poprowadził mecz w finałach mistrzostw świata jako pierwszy arbiter amerykański.
W eliminacjach dwóch kolejnych edycji mistrzostw świata sędziował łącznie trzy mecze.